# Kano og kajak under sommer-OL 2012
Kano og Kajak under sommer-OL 2012 fandt sted mellem den 29. juli og 1. august (slalom) og 6. og 11. august sprint. Slalomkonkurrencen blev afholdt på Lee Valley White Water Centre og sprint konkurrencerne blev afviklet på Eton Dorney i London. Totalt var der 330 atleter som deltog i konkurrencerne.

## Medaljetabel
| Kano under sommer-OL 2012 London | Kano under sommer-OL 2012 London | Kano under sommer-OL 2012 London | Kano under sommer-OL 2012 London | Kano under sommer-OL 2012 London | Kano under sommer-OL 2012 London |
| -------------------------------- | -------------------------------- | -------------------------------- | -------------------------------- | -------------------------------- | -------------------------------- |
| Nr.                              | Land                             | Guld                             | Sølv                             | Bronze                           | Totalt                           |
| 1.                               | Tyskland (GER)                   | 3                                | 2                                | 3                                | 8                                |
| 2.                               | Ungarn (HUN)                     | 3                                | 2                                | 1                                | 6                                |
| 3.                               | Storbritannien (GBR)             | 2                                | 1                                | 1                                | 4                                |
| 4.                               | Frankrig (FRA)                   | 2                                | 0                                | 0                                | 2                                |
| 5.                               | Ukraine (UKR)                    | 1                                | 2                                | 0                                | 3                                |
| 6.                               | Australien (AUS)                 | 1                                | 1                                | 0                                | 2                                |
| 7.                               | Rusland (RUS)                    | 1                                | 0                                | 2                                | 3                                |
| 8.                               | Italien (ITA)                    | 1                                | 0                                | 0                                | 1                                |
| 8.                               | New Zealand (NZL)                | 1                                | 0                                | 0                                | 1                                |
| 8.                               | Norge (NOR)                      | 1                                | 0                                | 0                                | 1                                |
| 11.                              | Hviderusland (BLR)               | 0                                | 2                                | 1                                | 3                                |
| 11.                              | Spanien (ESP)                    | 0                                | 2                                | 1                                | 3                                |
| 13.                              | Canada (CAN)                     | 0                                | 1                                | 2                                | 3                                |
| 14.                              | Tjekkiet (CZE)                   | 0                                | 1                                | 1                                | 2                                |
| 15.                              | Litauen (LTU)                    | 0                                | 1                                | 0                                | 1                                |
| 15.                              | Portugal (POR)                   | 0                                | 1                                | 0                                | 1                                |
| 17.                              | Slovakiet (SVK)                  | 0                                | 0                                | 2                                | 2                                |
| 18.                              | Polen (POL)                      | 0                                | 0                                | 1                                | 1                                |
| 18.                              | Sydafrika (RSA)                  | 0                                | 0                                | 1                                | 1                                |
| Total                            | Total                            | 16                               | 16                               | 16                               | 48                               |

## Medaljevindere

### Sprint

#### Mænd
| Øvelse:        | Guld:                                                                     | Sølv:                                                                       | Bronze:                                                                  |
| C-1 200 meter  | Ukraine (UKR) · Yuriy Cheban                                              | Litauen (LTU) · Jevgenij Shuklin                                            | Rusland (RUS) · Ivan Shtyl                                               |
| C-1 1000 meter | Tyskland (GER) · Sebastian Brendel                                        | Spanien (ESP) · David Cal                                                   | Canada (CAN) · Mark Oldershaw                                            |
| C-2 1000 m     | Tyskland (GER) · Peter Kretschmer · Kurt Kuschela                         | Hviderusland (BLR) · Andrei Bahdanovich · Aliaksandr Bahdanovich            | Rusland (RUS) · Alexey Korovashkov · Ilya Pervukhin                      |
| K-1 200 m      | Storbritannien (GBR) · Ed McKeever                                        | Spanien (ESP) · Saúl Craviotto                                              | Canada (CAN) · Mark de Jonge                                             |
| K-1 1000 m     | Norge (NOR) · Eirik Verås Larsen                                          | Canada (CAN) · Adam van Koeverden                                           | Tyskland (GER) · Max Hoff                                                |
| K-2 200 m      | Rusland (RUS) · Yury Postrigay · Alexander Dyachenko                      | Hviderusland (BLR) · Raman Piatrushenka · Vadzim Makhneu                    | Storbritannien (GBR) · Liam Heath · Jon Schofield                        |
| K-2 1000 m     | Ungarn (HUN) Rudolf Dombi · Roland Kökény                                 | Portugal (POR) Fernando Pimenta · Emanuel Silva                             | Tyskland (GER)Martin Hollstein · Andreas Ihle                            |
| K-4 1000 m     | Australien (AUS) · Tate Smith · Dave Smith · Murray Stewart · Jacob Clear | Ungarn (HUN) · Zoltán Kammerer · Dávid Tóth · Tamás Kulifai · Dániel Pauman | Tjekkiet (CZE) · Daniel Havel · Lukáš Trefil · Josef Dostál · Jan Štĕrba |